# Ratpenat de nas tubular d'orelles rodones
El ratpenat de nas tubular d'orelles rodones (Nyctimene cyclotis) és una espècie de ratpenat que es troba a Indonèsia i Papua Nova Guinea.